# Zumaiako Saria
Le Zumaiako Saria (Prix de Zumaia) est une course cycliste espagnole qui se déroule chaque année autour de Zumaia (Guipuscoa), dans la communauté autonome du Pays basque. Créée en 2009, elle est réservée aux compétiteurs âgés de 19 à 26 ans et figure au programme du Torneo Euskaldun. 
Disputé en février, le Prix de Zumaia inaugure habituellement le calendrier basco-navarrais au niveau amateur. Une épreuve est également organisée pour les coureurs de catégorie cadet (moins de 17 ans).

## Histoire

### Édition 2022
Une première échappée de treize coureurs anime le début de cette 14e édition. Iñaki Murua (Laboral Kutxa-Euskadi) remporte le prix de la montagne et Marcel Pallarés (Baqué) celui des metas volantes. Leur avance ne dépasse pas la minute, et ils sont finalement repris à vingt kilomètres de l'arrivée, au sein d'un peloton principalement contrôlé par l'équipe Eiser-Hirumet. 
Le sprint massif est lancé par Iker Barandiarán (Eiser-Hirumet), mais c'est finalement Nikolas Aguirre (Hostal Latorre-Ederlan) qui crée la surprise en remportant son premier succès dans les rangs espoirs. Dans un groupe d'une quarantaine de coureurs, il devance le jeune Haimar Etxeberria (Caja Rural-Alea), 18 ans, récent quatrième du Trophée de l'Essor. Le podium est complété par Endika Balza, de l'équipe Baqué,.

## Parcours
Le Prix se tient sur un tracé majoritairement plat propice aux sprinteurs. Toutefois, le parcours est durci en 2022 avec l'apparition de l'Alto de Meagas, une ascension de troisième catégorie escaladée à deux reprises,.

## Palmarès
| Année | Vainqueur              | Deuxième                | Troisième                |
| ----- | ---------------------- | ----------------------- | ------------------------ |
| 2009  | Iban Leanizbarrutia    | Jon Pardo (es)          | Víctor Gómez             |
| 2010  | Unai Elorriaga         | Víctor Gómez            | William Aranzazu         |
| 2011  | Iban Leanizbarrutia    | Jorge Martín Montenegro | Unai Elorriaga           |
| 2012  | Unai Iparragirre (es)  | Víctor Gómez            | Jon Pardo (es)           |
| 2013  | Unai Elorriaga         | Julián Balaguer         | Julio Alberto Amores     |
| 2014  | Jon Irisarri           | Mikel Hernández         | Imanol Díaz              |
| 2015  | Daniel López           | Jon Irisarri            | Peio Goikoetxea          |
| 2016  | Julen Amarika          | Jaime Castrillo         | Miguel Ángel Fernández   |
| 2017  | Julen Amarika          | Dzmitry Zhyhunou        | Mikel Alonso             |
| 2018  | Onditz Urruzmendi      | Daniel Viejo            | Alex Jaime               |
| 2019  | Miguel Ángel Fernández | Mikel Paredes           | Raúl Rota                |
| 2020  | Jon Barrenetxea        | Xabier Mikel Azparren   | Andoni López de Abetxuko |
| 2021  | Marc Brustenga         | Nahuel D'Aquila         | Pau Miquel               |
| 2022  | Nikolas Aguirre        | Haimar Etxeberria       | Endika Balza de Vallejo  |
| 2023  | Mathieu Dupé           | Iker Barandiaran        | Hugo Aznar               |
| 2024  | Sergio Romeo           | Diego Ruiz de Arcaute   | Haritz Azurmendi         |
| 2025  | Diego Ruiz de Arcaute  | Roger Pareta            | Nikolas Aguirre          |